# Asclepi (cráter)
Asclepi es un cráter de impacto muy desgastado que se encuentra en las escarpadas sierras del sur de la Luna. Cerca de Asclepi aparecen Pitiscus hacia el norte-noreste, Hommel hacia el este, y Baco al noroeste. Al oeste-suroeste está situado el cráter más pequeño Tannerus.
|  |

El borde exterior ha sido erosionado y redondeado por muchos millones de años de impactos posteriores, por lo que ahora tiene casi el mismo nivel que el terreno circundante. Como resultado, el cráter es ahora poco más que una depresión en la superficie. El interior es casi plano y relativamente sin rasgos distintivos. El borde de Asclepi está marcado solamente por un pequeño cráter a través del borde occidental, y varios cráteres minúsculos. El cráter satélite Hommel K es un impacto más reciente que se halla en el borde sureste. Tiene forma de cuenco, con un borde afilado y una pequeña plataforma central.

## Cráteres satélite

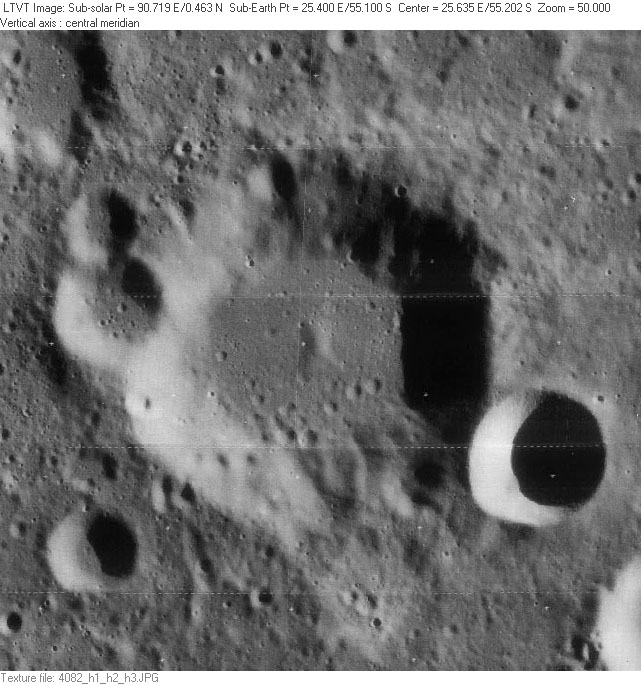
Fotografía de la misión Lunar Orbiter 4

Por convención estos elementos son identificados en los mapas lunares poniendo la letra en el lado del punto medio del cráter que está más cerca de Asclepi.
|         | \| Asclepi \| Coordenadas \| Diámetro \| \| ------- \| ----------------------------- \| -------- \| \| A \| 52°54′S 23°00′E / -52.9, 23.0 \| 14 km \| \| B \| 54°06′S 23°54′E / -54.1, 23.9 \| 19 km \| \| C \| 53°18′S 23°24′E / -53.3, 23.4 \| 11 km \| \| D \| 53°30′S 24°06′E / -53.5, 24.1 \| 18 km \| \| E \| 52°06′S 24°06′E / -52.1, 24.1 \| 7 km \| \| G \| 53°18′S 24°48′E / -53.3, 24.8 \| 5 km \| \| H \| 52°42′S 25°06′E / -52.7, 25.1 \| 19 km \| |          |
| Asclepi | Coordenadas | Diámetro |
| A       | 52°54′S 23°00′E / -52.9, 23.0 | 14 km    |
| B       | 54°06′S 23°54′E / -54.1, 23.9 | 19 km    |
| C       | 53°18′S 23°24′E / -53.3, 23.4 | 11 km    |
| D       | 53°30′S 24°06′E / -53.5, 24.1 | 18 km    |
| E       | 52°06′S 24°06′E / -52.1, 24.1 | 7 km     |
| G       | 53°18′S 24°48′E / -53.3, 24.8 | 5 km     |
| H       | 52°42′S 25°06′E / -52.7, 25.1 | 19 km    |